# カタハネ オリジナルボーカルアルバム
『カタハネ オリジナルボーカルアルバム』は、Independent Label Council Japanから発売された、アダルトゲーム『カタハネ』のサウンドトラック。

## 概要
クラウドファンディング「カタハネ・おわりのクオリアの新CDをお届けしたい。」のリターンとして制作された。本編やリマスター版、北米版で使用されたボーカル曲とそのアレンジが収録されている。

## 収録曲
太字はボーカル曲。
1. Alea jacta est ! 2017Ver.
  - シロハネ編オープニングテーマのライトアレンジ。
  - 作詞/唄：Rita
  - 作編曲：Blueberry & Yogurt
2. it's just farewell 2017Ver.
  - シロハネ編エンディングテーマのライトアレンジ。
  - 作詞/唄：Rita
  - 作編曲：Blueberry & Yogurt
3. Life goes on.
  - リマスター版オープニングテーマのフルコーラス版。
  - 作詞/唄：Rita
  - 作編曲：Blueberry & Yogurt
4. Memories are here NA Arrange Ver.
  - 北米版クロハネ編エンディングテーマのアレンジ。
  - 作詞/唄：Jenya
  - 作編曲：Blueberry & Yogurt
5. Alea jacta est ! 2007Ver.
  - シロハネ編オープニングテーマ。
  - 作詞/唄：Rita
  - 作編曲：Blueberry & Yogurt
6. it's just farewell 2007Ver.
  - シロハネ編エンディングテーマ。
  - 作詞/唄：Rita
  - 作編曲：Blueberry & Yogurt
7. Memories are here 2007Ver.
  - クロハネ編エンディングテーマ。
  - 作詞：Jenya
  - 作編曲：Blueberry & Yogurt
  - 唄：観月あんみ
8. Memories are here NAVer.
  - 北米版クロハネ編エンディングテーマ。新たにロシア語の歌詞がつけられている。
  - 作詞/唄：Jenya
  - 作編曲：Blueberry & Yogurt
9. Alea jacta est ! 2017Ver.(off vocal)
10. it's just farewell 2017Ver.(off vocal)
11. Life goes on.(off vocal)
12. Memories are here NA Arrange Ver.(off vocal)
13. Alea jacta est ! 2007Ver.(off vocal)
14. it's just farewell 2007Ver.(off vocal)
15. Memories are here 2007Ver.(off vocal)
16. Memories are here NAVer.(off vocal)